# Sant Llorenç Savall
Sant Llorenç Savall és una vila i municipi de la comarca del Vallès Occidental. Es troba a la part septentrional de la comarca, en el límit amb les del Moianès i el Vallès Oriental. Entre el seu patrimoni historicoartístic destaquen les ruïnes del castell de Pera, el Marquet de les Roques i l'església romànica de Sant Feliu de Vallcarca, així com les restes del dolmen de Roca Sereny descobert recentment.

## Geografia
- Llista de topònims de Sant Llorenç Savall (Orografia: muntanyes, serres, collades, indrets..; hidrografia: rius, fonts...; edificis: cases, masies, esglésies, etc).

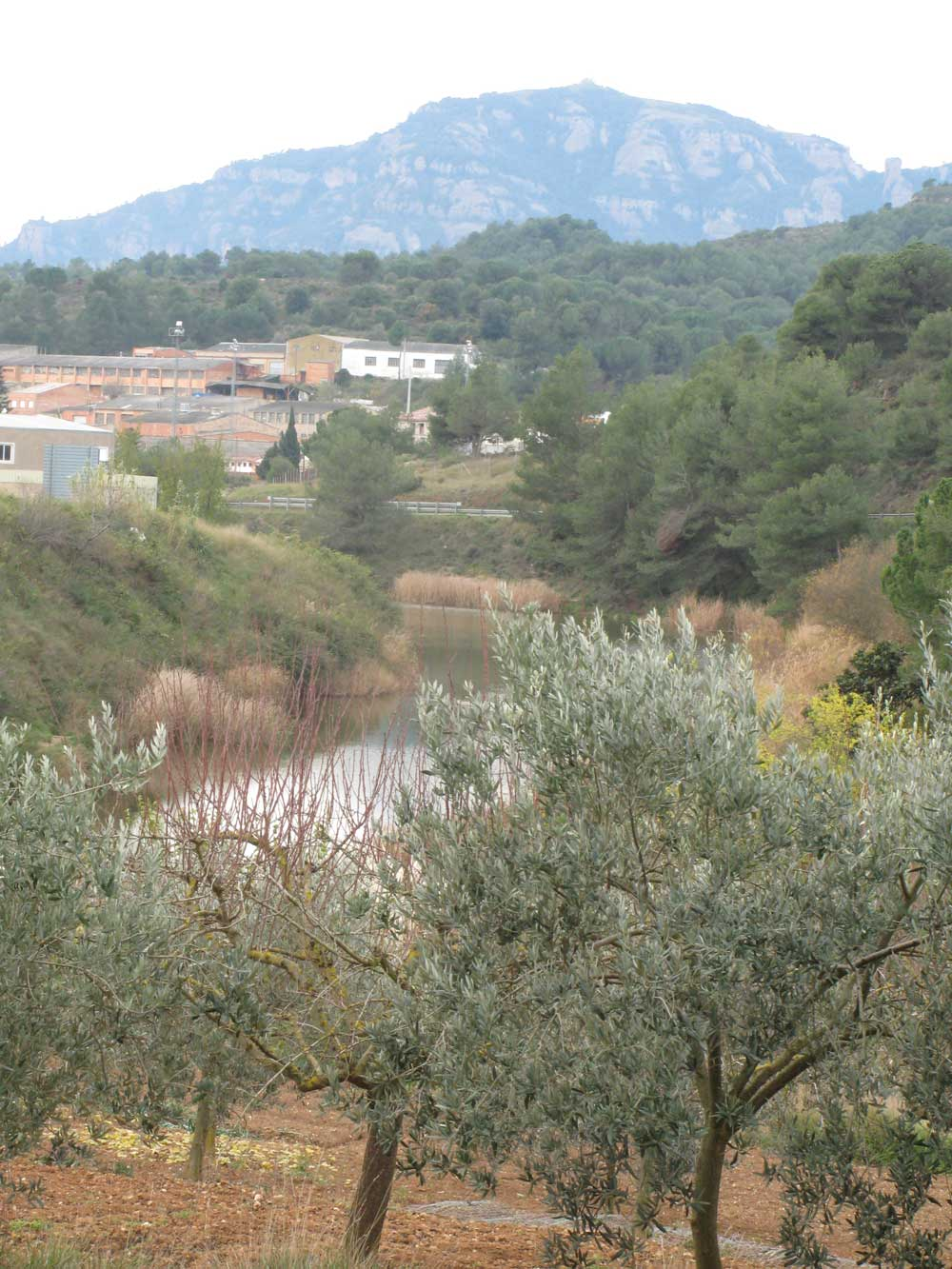
Vista de la Mola i del Ripoll als afores del poble

En el Serrat dels Tres Senyors, al nord-oest del terme. Des d'aquest lloc el termenal amb Granera arrenca cap al nord-est, passa pel Coll del Serrat dels Tres Senyors, a l'extrem sud de Serrat del Vent, sempre seguint el traçat de la carretera local que mena a Granera, fins que arriba al Coll de la Descàrrega. En aquest lloc el termenal deixa la carretera esmentada per pujar al veí cim del Cogull, des d'on, ara cap al sud-est, ressegueix tot el Serrat de Trens. Al final del serrat esmentat, el termenal torç cap a llevant i s'adreça al Coll de Trens, a migdia de la masia de Trens. Encara cap a llevant, va a cercar l'extrem meridional del Serrat del Clapers, a migdia de la masia del Clapers, i damunt del Solell de Cal Mesquita. Des del Coll de Trens, i ja fins al final del límit amb Sant llorenç Savall, el termenal discorre pel capdamunt de la cinglera que separa l'altiplà del Moianès amb la vall de Vallcàrquera. Quan la carena arriba a l'extrem meridional del Camp dels Espernallacs, a l'extrem de ponent de la Cinglera del Salamó, es troba el triterme entre Granera, Sant Llorenç Savall i Gallifa.
És un recorregut de 7 quilòmetres, que deixa en terres de Granera les heretats de l'Otzet, Biguetes, Trens, Coronell, la Païssa i el Salamó, i, pel costat de Sant Llorenç Savall, Saladelafont, el Galí, l'antic poble rural de Vallcàrquera, o de Sant Feliu de Vallcàrquera, Can Salvi i Salallacera.

## Història
Durant la guerra de successió espanyola els homes d'Antoni Desvalls i de Vergós van passar pel municipi el dia 14 d'agost de 1714.

## Entitats de la població
- Agrupament Escolta i Guia Set.
- Centre d'Esports Llorençà, va ser fundat l'any 1932. Es dedica sobretot al futbol, on té secció sènior, femenina i categories inferiors. Vesteix samarreta vermella, amb un escapulari blanc, pantalons negres i mitges vermelles. Juga al grup 2 de quarta catalana.[4] El seu camp d'esports és el municipal de Ponsferrer.
- Centre excursionista llorençà. Cofundador de la 1a Marató de Muntanya de Catalunya de Sant Llorenç Savall.
- Escola Josep Gras, en honor de Josep Gras i Casasayas, mestre del municipi durant la república i depurat políticament després de la Guerra Civil espanyola.
- Gegants de Sant Llorenç Savall. Els gegants són el Capablanca, la Genoveva, el Joan Muntada, la Guida de Savall i la Nena del SET. L'entitat també té diversos cap-grossos i un drac. L'entitat va ser fundada primerament l'any 1989, i refundada l'any 2008.

## Demografia
| 1497 f | 1515 f | 1553 f | 1717 | 1787 | 1857  | 1877  | 1887  | 1900  | 1910  |
| ------ | ------ | ------ | ---- | ---- | ----- | ----- | ----- | ----- | ----- |
| 38     | -      | 52     | 223  | 553  | 1.499 | 1.418 | 1.496 | 1.406 | 1.330 |

| 1920  | 1930  | 1940  | 1950  | 1960  | 1970  | 1981  | 1990  | 1992  | 1994  |
| ----- | ----- | ----- | ----- | ----- | ----- | ----- | ----- | ----- | ----- |
| 1.327 | 1.667 | 1.531 | 1.352 | 1.705 | 1.759 | 1.968 | 1.901 | 1.973 | 1.973 |

| 1996  | 1998  | 2000  | 2002  | 2004  | 2006  | 2008  | 2010  | 2012  | 2014  |
| ----- | ----- | ----- | ----- | ----- | ----- | ----- | ----- | ----- | ----- |
| 2.037 | 2.027 | 1.983 | 2.123 | 2.210 | 2.271 | 2.357 | 2.402 | 2.417 | 2.361 |

| 2016  | 2018  | 2020  | 2022  | 2024  | 2026 | 2028 | 2030 | 2032 | 2034 |
| ----- | ----- | ----- | ----- | ----- | ---- | ---- | ---- | ---- | ---- |
| 2.375 | 2.371 | 2.417 | 2.524 | 2.586 | -    | -    | -    | -    | -    |

## Llocs d'interès
- El castell de Pera,[5] fortalesa medieval en ruïnes, és situat a 743m d'altitud dalt d'un turó entre la Roca Sereny i el puig de Baiarols. Té origen al segle x, com a mínim, per una citació de l'any 978. Passà a mans de diferents propietaris (entre els segles XI i XIV) fins que la família de Sentmenat el posseí fins al segle xix. Les ruïnes del Castell de Pera, anomenat castell roquer, permeten encara observar-ne l'estructura. La seva forma allargassada de nord a sud, ocupa al màxim la plataforma rocosa on està emplaçat. Part del mur de ponent encara es manté força sencer amb dues filades d'espitlleres davant d'on se suposa que hi va haver el pati d'armes. La part central del mur de llevant és ocupada per l'absis d'un reduït temple romànic, en el qual es venerava la imatge de la verge del Castell de Pera. Finalment, a la part occidental hi ha unes restes d'una nau amb volta, adossades a una mena de torre, que conté una cavitat de dalt a baix i de base quadrada, que pot donar lloc a diverses interpretacions del que havia pogut ser: cisterna, masmorra, sitja...
- La vituneta del Juvenil del C.E.Llorença equip de futbol sala del poble.
- El marquet de les Roques,[6] esmentat de vegades El Marquet de la Roca, és un casal d'estil historicista neoromànic, situat al fons de la vall d'Horta, envoltat dels cims de Montcau, Rocamur, els Emprius i les Fogueroses, dissenyat per l'arquitecte Batllevell al final del segle xix i aixecat sobre un antic mas del començament del segle xiii. El conjunt d'edificis incorpora també una capella accessible des de dos nivells: el pati i el (diguem-ne) carrer. La masoveria, a la banda dreta, està lligada i connectada a l'edifici principal. L'edifici consta de planta baixa, pis i golfes, amb una torre, tot ell de totxo vermell. Al primer pis s'hi troben els dormitoris i lavabos, amb la peculiaritat que estan interconnectats els uns amb els altres sense necessitat de passar pel distribuïdor central. El Marquet de les Roques està lligat a la família dels Oliver. La casa va ser encarregada a l'arquitecte Juli Batllevell per Antoni Oliver i Buxó, avi de l'escriptor sabadellenc Joan Oliver. Aquest hi passà llargues temporades i sovint hi organitzava vetllades literàries amb un grup d'escriptors, conegut com La Colla de Sabadell. Actualment és propietat de la Diputació de Barcelona.
- Sant Jaume de Vallverd. Segons un document de l'any 1190, la capella va ser alçada per Bernat de Vallverd al costat de la seva masia, actualment desapareguda. Va ser molt modificada durant el segle xvii i a mitjan segle següent consta com arruïnada. Va ser refeta amb les pedres originals l'any 1975, quan només restava dempeus part del mur meridional i de l'absis. S'hi celebra l'aplec de Sant Jaume cada 25 de juliol.
- El Pi de les quatre Besses,[7] situat a la finca del Dalmau, a la vall de Mur, és un dels pins pinyer supervivents al llarg de la història en el nostre clima mediterrani. La seva característica principal és la divisió a poca alçada de quatre branques simètriques. El perímetre de la soca a un metre de terra és de 4,41 m, equivalent a un diàmetre d'1,40 m, amb una alçada pròxima als 25 metres. Està declarat com a arbre monumental des de l'agost de 1988. L'any 1917 va patir un incendi forestal i arran de la desastrosa nevada del 1986, una de les branques caigudes va ésser motiu d'estudi; el recompte dels seus anells indica com a data de naixement de la branca caiguda, el 1796 aproximadament.

## Llorençans destacats
- Oriol Noguera Roa, pilot de trial que competeix al campionat d'Espanya de Trial i a la FIM Trial World Cup.

## Gegants de Sant Llorenç Savall

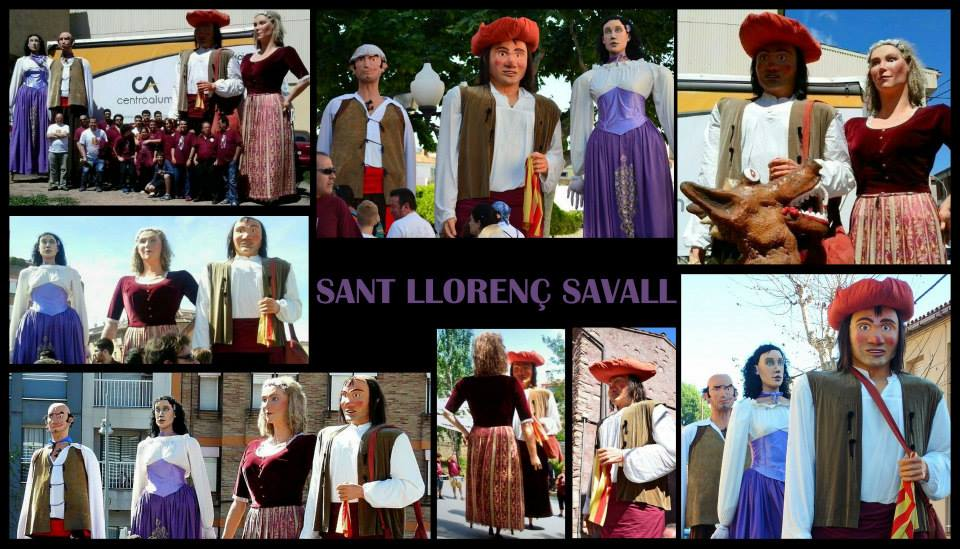
Gegants de Sant Llorenç Savall durant diferents sortides

Els Gegants de Sant Llorenç Savall son Joan Muntada i la seva parella, Guida de sa Vall. Anteriorment hi havia hagut els gegants Capablanca i na Genoveva, construïts el 1991 i el 1993 respectivament.l.
L'any 1989 es va presentar en societat durant la Festa Major en Capablanca, el primer gegant de Sant Llorenç. Aquest va ser construït per Carles de Miguel amb l'ajuda de la colla gegantera, mesura 4 metres d'alçada i ronda els 95 quilos. Aquesta figura vol representar al famós bandoler que era conegut pels seus assalts al massís de Sant llorenç del Munt i l'Obac, igual que el gegant de Rellinars.
El gegant Capablanca va voltar durant molts anys tot sol, fins que el 1994 va arribar la Genoveva, una pubilla de la masia del Dalmau de la vall de Sant Llorenç Savall que va refugiar a en Capablanca quan aquest va resultar ferit. La Genoveva el va cuidar i amb el temps va fer que sorgís l'amor. Ella també va ser construïda per l'escultor llorençà Carles de Miguel i ronda els 95 quilos de pes.
El fet que les figures tinguessin un pes tan elevat va ser un dels principals detonants pels quals la colla gegantera del municipi es quedés sense portadors i, per tant, es dissolgués l'entitat.
Amb la creació de la nova colla, les dues figures van ser restaurades de mica en mica i finalment, l'any 2015, en Capablanca i la Genoveva van presentar públicament durant les festes de Sant Llorenç a les seves rèpliques, fetes per Roc Camps. Unes figures fidels a les originals, però lleugerament més altes, tot i pesar uns quilos menys.
Actualment són aquestes rèpliques les encarregades de representar al municipi arreu del territori on són convidats, mentre que les figures originals resten exposades durant tot l'any a la casa consistorial, excepte per les festes de Sant Llorenç, quan fan d'amfitrions de la trobada gegantera.
El grup de joves que va decidir crear de nou la colla gegantera per fomentar la cultura popular al municipi, l'any 2008 va mcarcar com una necessitat bàsica la creació d'alguna figura nova la qual el seu pes fos molt més reduït en comparació a en Capablanca i la Genoveva.
Per aquest motiu, van encarregar a l'escultor Lluís Quiñones la creació d'un gegant que fos més lleuger i fàcil de portar. El resultat va ser en Joan Muntada, figura del bandoler més conegut i natiu de Sant Llorenç, fill de la Masia de la Muntada i que formava part de l'escamot de bandolers d'en Perot Rocaguinarda.
Per completar la parella, l'any 2010, i també sorgida de les mans de Lluis Quiñones, va ser creada la Guida de Savall, parella del bandoler Joan Muntada.
La gegantona La Nena del 7, també forma part de la gran familia de Sant Llorenç, estrenada l'any 2010. Representa una noia de l'Agrupament Escolta i Guia 7.
El gegantó Tintinet de l'Obrador va ser estrenat l'any 2009. Representa al famós personatge de còmic Tintín.
Estrenat el 2 de febrer de 2020, fa honor a un professor de l'Escola del poble, el qual va instaurar nous mètodes per a ensenyar als seus alumnes. D'aquí ve que l'escola i el gegantó rebin el seu nom. Els seus padrins són els gegants de Rubí i Ullastrell i va ser construït al Taller Ventura&Hosta de Navata